# Peter Riemann
Peter Christian Riemann (* 23. November 1945 in Eschwege) ist ein deutscher Architekt, Hochschullehrer und Autor.

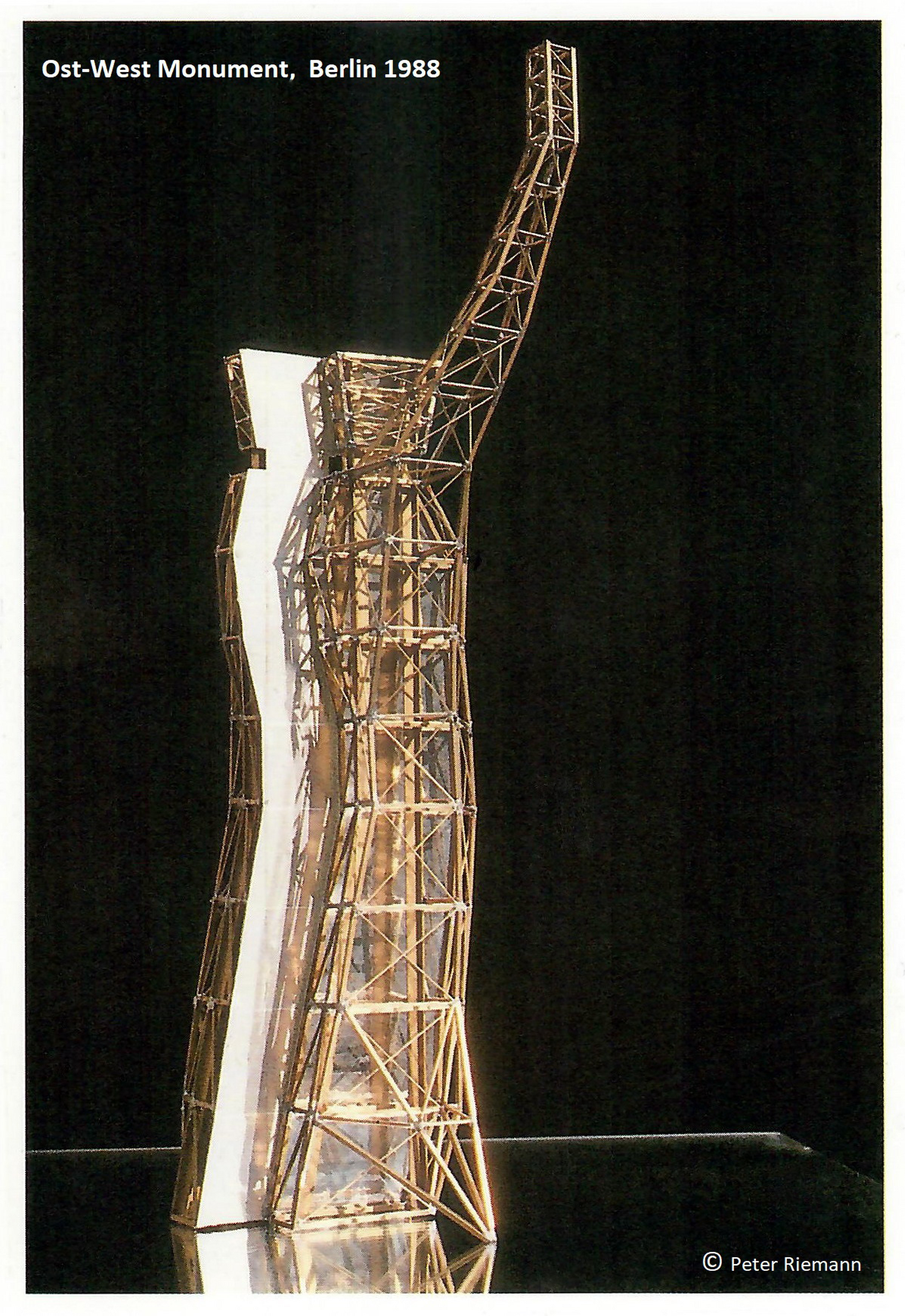
Modell der zweigeteilten inneren Konstruktion der Freiheitsstatue. Ausstellung: „Berlin, Denkmal oder Denkmodell“ - Kulturhauptstadt Europas 1988

## Leben

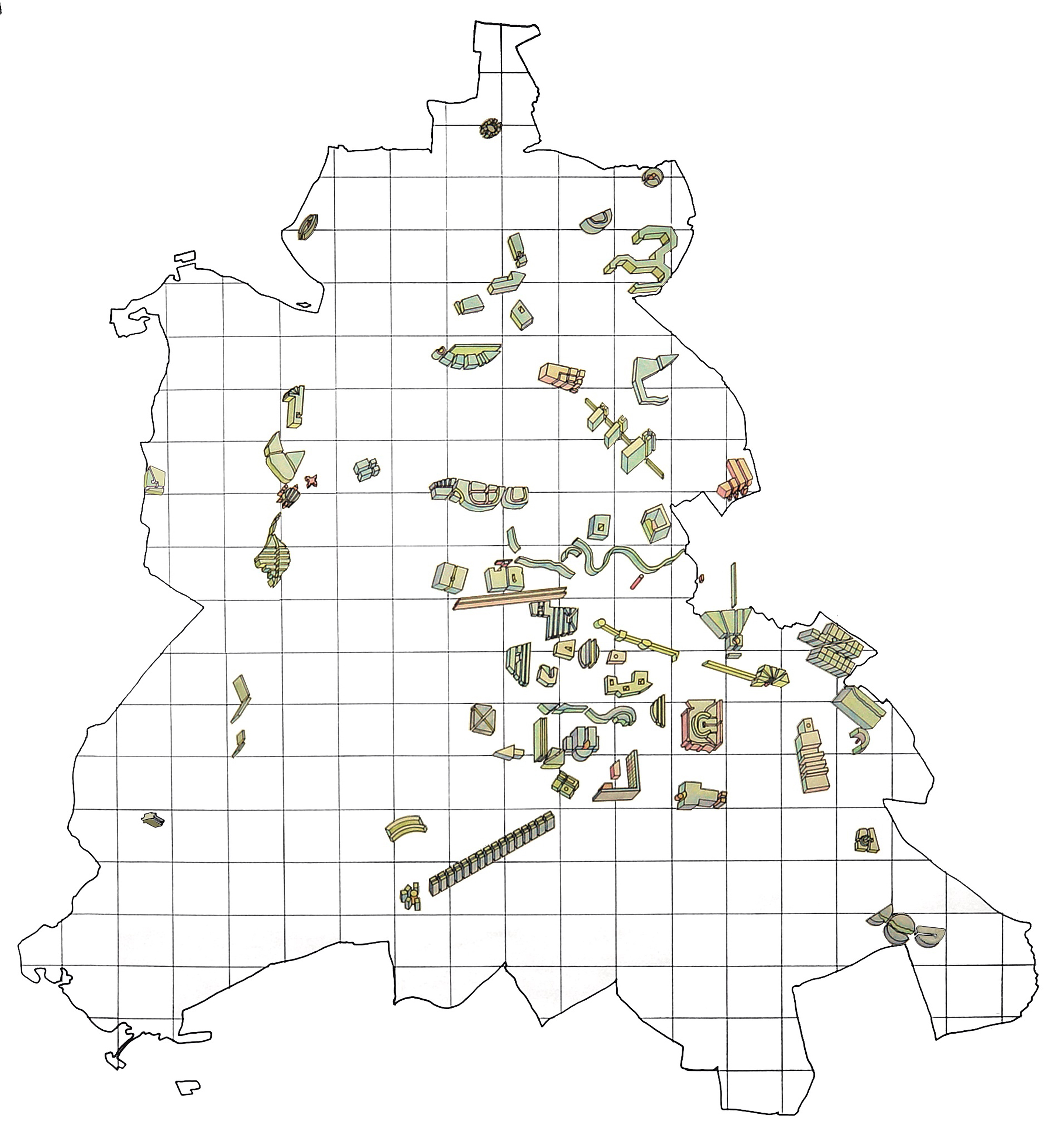
„Die Stadt in der Stadt“, P. Riemann, 1. Cornell Summer Academy, Berlin `77

Riemann wuchs in Eschwege auf. Nach dem Abitur an der dortigen Friedrich-Wilhelm-Schule im Jahr 1965 absolvierte er eine zweijährige Ausbildung als Fluglotse bei der Luftwaffe in Fürstenfeldbruck und studierte ab 1967 Bauingenieurwesen und Architektur an der Technischen Universität Braunschweig. Als einer der letzten Absolventen der sogenannten Braunschweiger Schule beendete er im Mai 1975 sein Studium mit einer Diplomarbeit zum Passagier-Terminal Stuttgart bei Meinhard von Gerkan. Anschließend war er als Entwurfsarchitekt beim Wettbewerb Flughafen München II, 1975/76 und beim Vorentwurf für den Flughafen Moskau-Scheremetjewo II im Büro Heinz Wilke, Hannover tätig. Im Herbst 1976 ging Riemann als Stipendiat des Deutschen Akademischen Austauschdienstes (DAAD) zu Oswald Mathias Ungers an die Cornell University in Ithaca, New York und nahm 1977 an der 1. Cornell Summer Academy in Berlin teil. Zusammen mit Ungers und Rem Koolhaas entwickelte er das Konzept für die Stadt in der Stadt, Berlin ein Grünes Archipel, als Vorlauf für die Internationale Bauausstellung 1987. Nach Abschluss seiner Master-Thesis kehrte er 1979 nach Deutschland zurück.
Danach Entwurfstätigkeit mit Hans-Werner Roy (1948–1993) für WLP (Dortmund) für die Neubauten des „Zentralen Bereichs“ des Bundesverteidigungsministeriums (BMVg) auf der Bonner Hardthöhe. Es folgten Wettbewerbsbeteiligungen, u. a. Anerkennungspreis beim Schinkelwettbewerb des DAIV Berlin und ein 5. Preis beim Nationalen Wettbewerb Dom-Römerberg (Frankfurt am Main), 1980 mit Wolfgang Pax, Hannover. Nach Aufnahme in die Architektenkammer NRW 1980 machte Riemann sich in Bonn selbstständig und realisierte erste Wohnungsbauprojekte. 1983 erhielt er den Rompreis für die Deutsche Akademie Rom Villa Massimo. Die 1984 begonnene Büropartnerschaft „Riemann + Roy“ endete 1993 mit dem Tod von Hans-Werner Roy. Im Januar 1994 wurde Riemann in die Liste der Stadtplaner der Architektenkammer NRW aufgenommen. Das danach umfirmierte „Büro für Architektur und Städtebau“ wurde später zu „RiemannArchitekten“. Hauptätigkeitsbereiche des Büros waren der Wohnungs- und Schulbau sowie die Erweiterung und Sanierung von Kirchen und Gemeindezentren.
Nach seiner Aufnahme in den Deutschen Werkbund 1981 wurde Riemann 1989 in den BDA berufen und arbeitete mehrere Jahre ehrenamtlich als Mitglied der "Vertreterversammlung" und im "Ausschuss für Berufsbelange" der Architektenkammer Nordrhein-Westfalen sowie als BDA-Delegierter in der Arbeitsgruppe Denkmalschutz des UIA, Sektion West-Europa.
Nach 30 Jahren Tätigkeit als freier Architekt in Bonn, verlagert Riemann sein Büro 2009 nach Starnberg. Neben städtebaulichen Gutachten und Beratung bei Umbauten denkmalgeschützter Wohnhäuser engagiert er sich bei den langjährig umkämpften kommunalen Projekten für den B-2 Tunnel und der Seeanbindung. Im Frühjahr 2019 übersiedelte er nach Österreich und lebt heute in der Nähe von Graz.

## Lehrtätigkeit

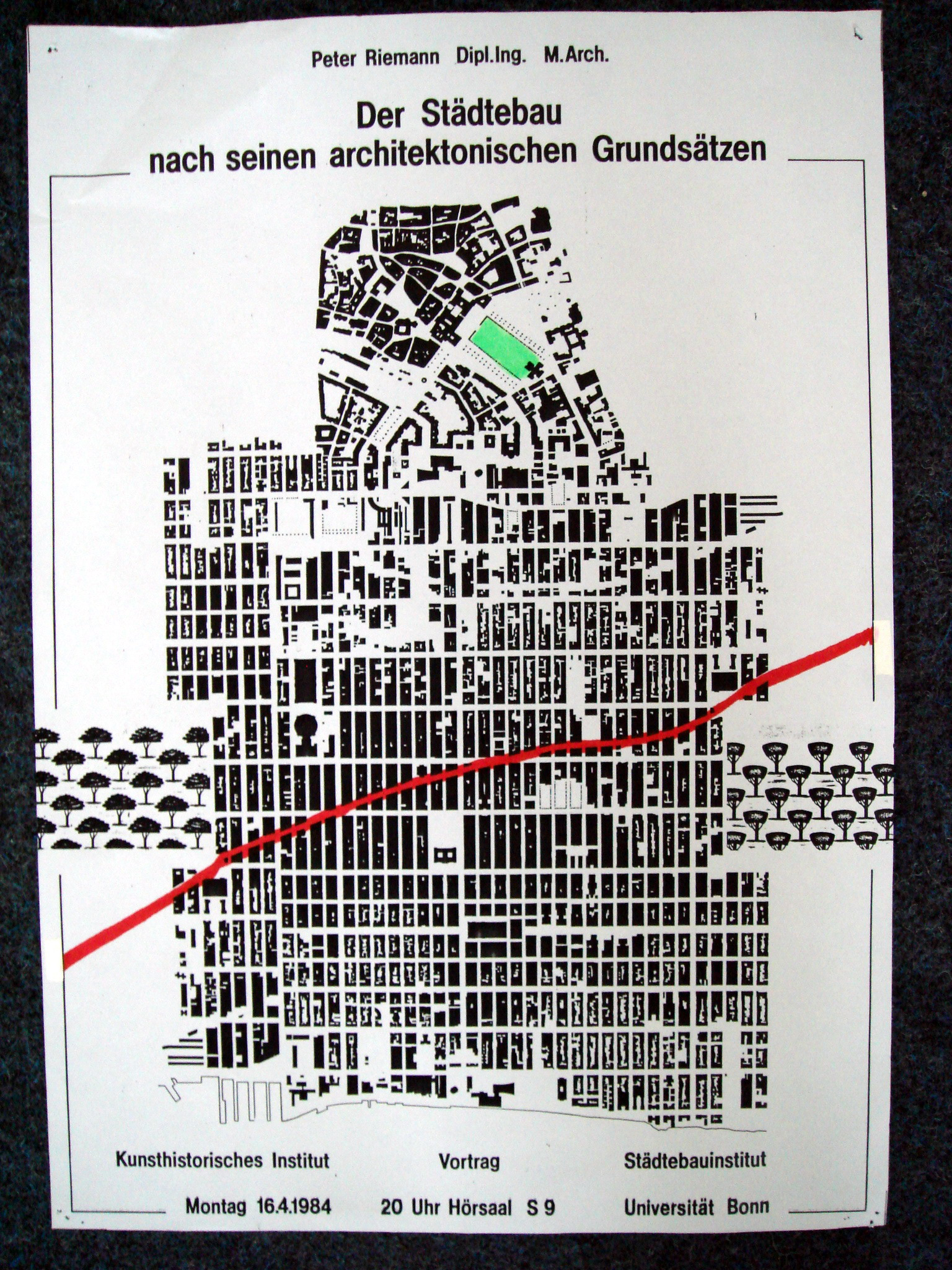
Vortragsankündigung am Lehrstuhl Werner Oechslin, Universität Bonn (1984)

Bis 1979 Teaching Assistant und Instructor, Cornell University, Visiting Critic Syracuse University und University of Southern California und von 1985 bis 1995 Einladungen als Gastkritiker und Vorlesungen, u.a: Notre Dame University/Rome Program, Städelschule Frankfurt, Bauhaus-Universität Weimar, Technische Universität Dortmund, Städtebauinstitut und Kunsthistorisches Institut der Universität Bonn und 2014 an der École Nationale Supérieure d’Architecture de Versailles, International Master Program.
1981 und 1982 Unterricht als Visiting Associate Professor am College of Architecture & Urban Studies der Virginia Tech und am Washington-Alexandria Architecture Center (WAAC). Nach Lehraufträgen im Fachbereich Architektur der Hochschule Düsseldorf (1985–88) und danach an der Technischen Hochschule Köln (1990–94) hatte er dort als Vertretungsprofessor die Fächer „Entwerfen“ und „Entwerfen ökologisch orientierter Planungs- und Entwurfskonzepte“ inne (1995–99). In dieser Funktion war Riemann als Jurymitglied bei Hochbauwettbewerben der Stadt Bonn und bei Studentenentwürfen für städtische Problemgrundstücke, tätig, die von Bonner Parteien unterstützt wurden.

## Autorentätigkeit
Neben seiner Tätigkeit als Architekt und Hochschullehrer veröffentlicht Riemann seit 1985, zunächst für "Der Architekt" unter der Leitung von Ingeborg Flagge, später als freier Fachjournalist zahlreiche Beiträge, hauptsächlich zur Architekturtheorie und Entwurfsmethodik. Außerdem beteiligte er sich als Mitglied des Bundes Deutscher Architekten (BDA) aktiv an der Diskussion um die bauliche Entwicklung Bonns nach dem Hauptstadtbeschluss durch seine publizistische Mitwirkung bei der Bürgerbeteiligung des Projekts Bahnhofsvorplatz Bonn und durch investigative Recherchen beim Skandal um das World Conference Center Bonn.
Von 2012 bis 2018 kommentierte er als Mitherausgeber und Leitender Redakteur der BDS-Vierteljahreszeitschrift „Starnberger Bote“, die lokale Stadtentwicklungspolitik, was u. a. per Klage vor dem Verwaltungsgericht München einen Nebeneffekt in Sachen Pressefreiheit, Verwaltungstransparenz und Bürgernähe nach sich zog.

## Werke

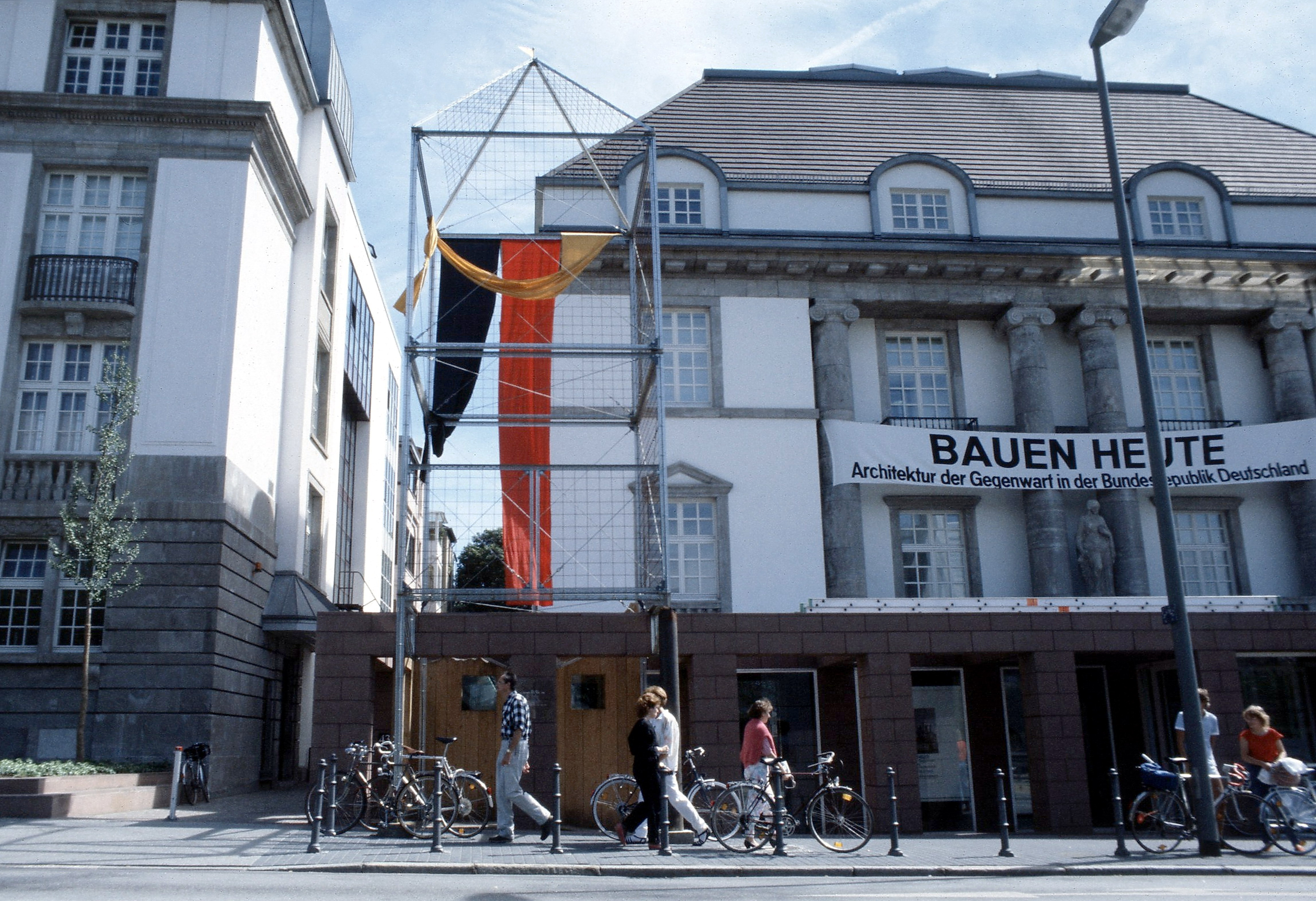
Stahlgitterturm, Ausstellung „Bauen Heute in der BRD“, DAM Frankfurt am Main (1985)
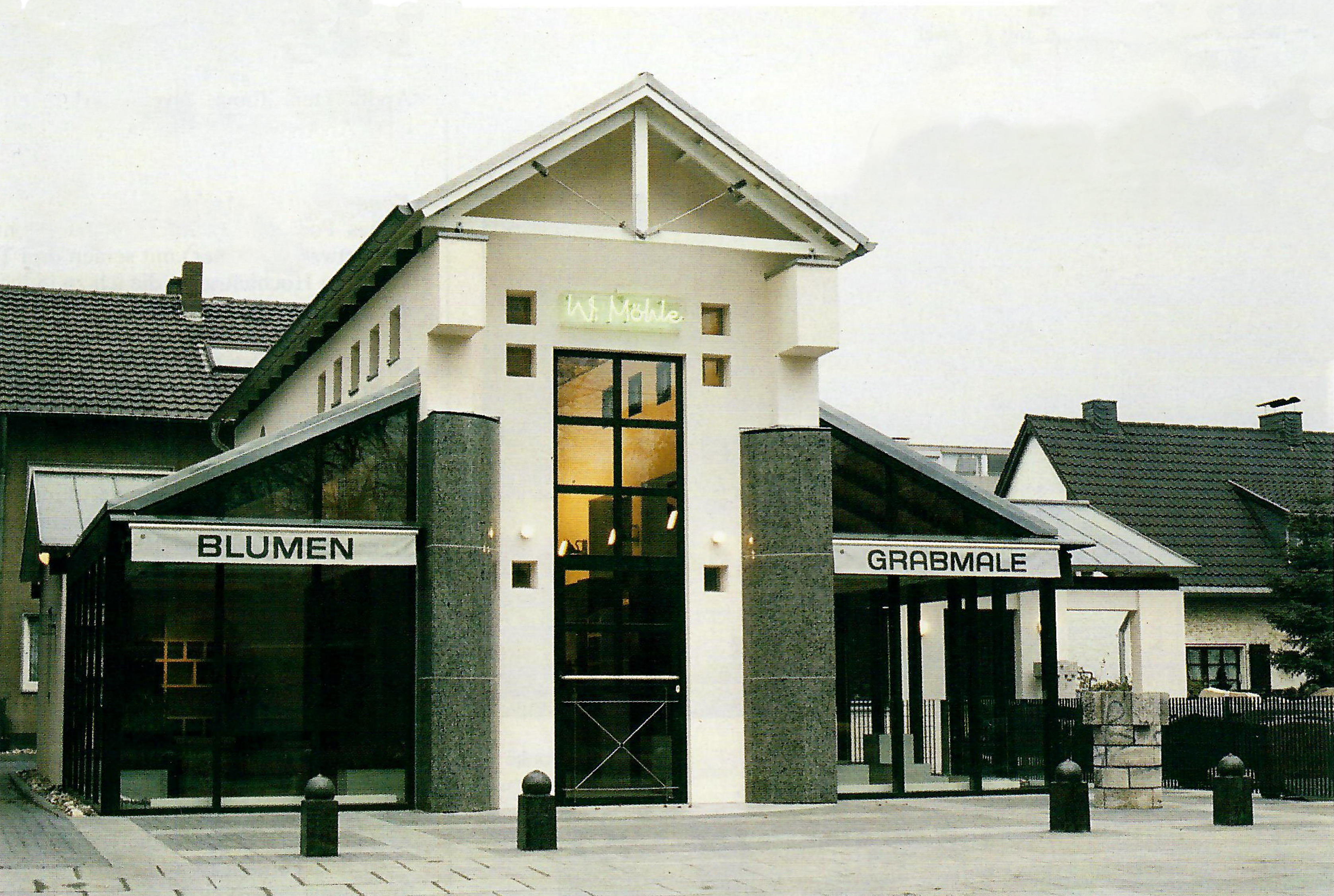
Verkaufshalle für Blumen und Grabsteine am Nordfriedhof (Bonn) (1985)
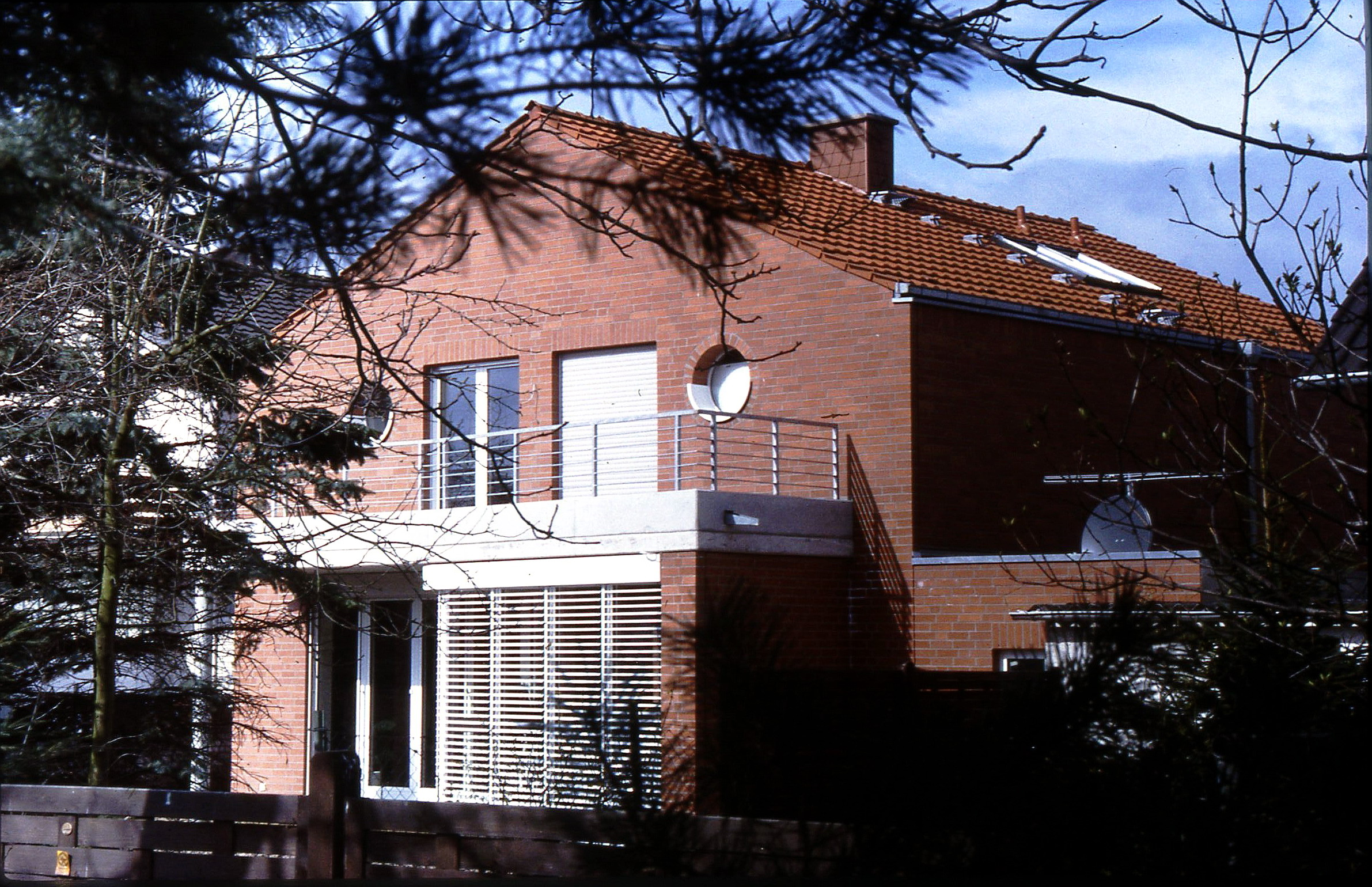
Gartenansicht Einfamilienhaus B. in Niederkassel (1994)
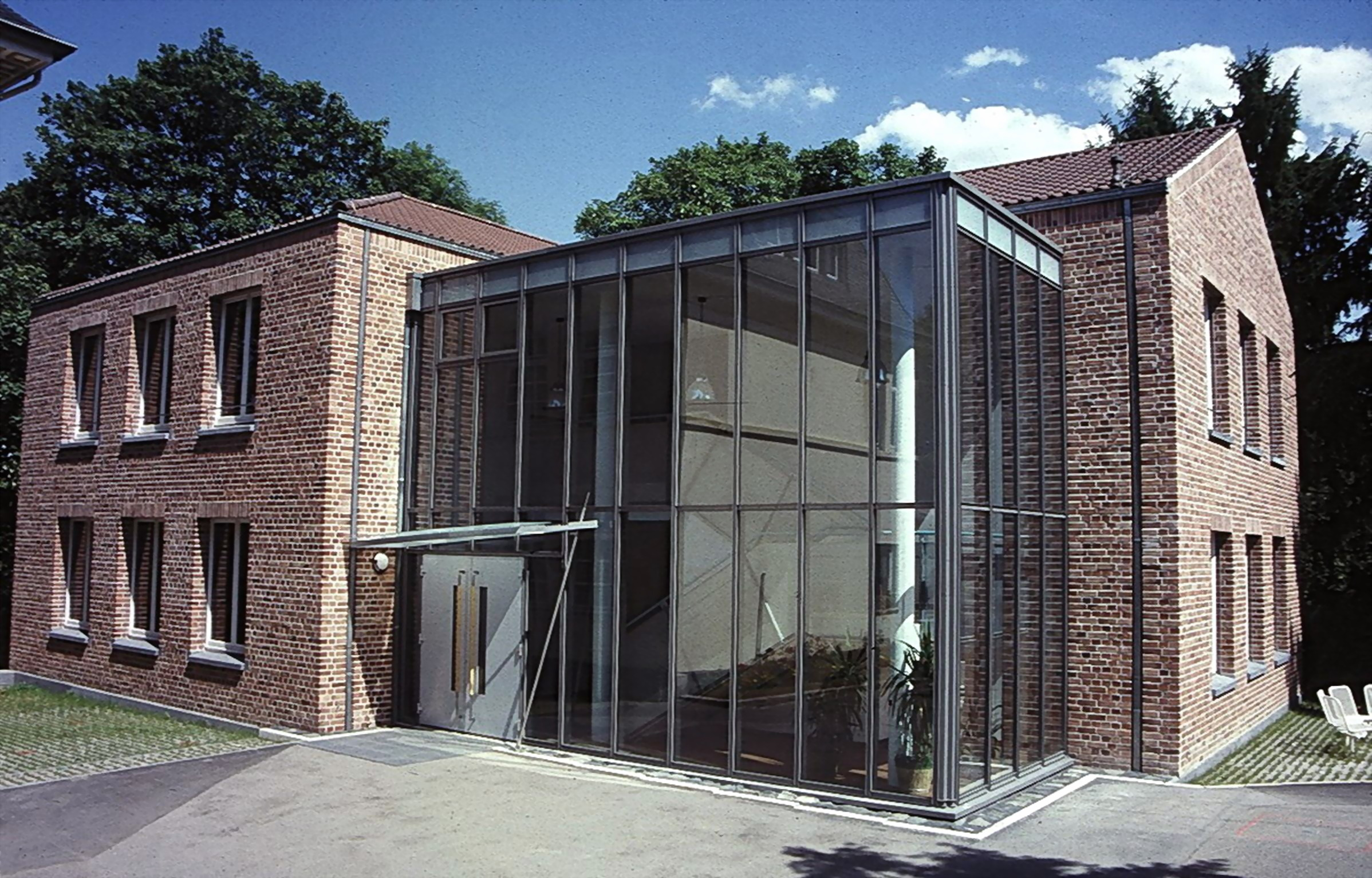
Erweiterungsbau der GGS Adelheidisschule Bonn-Vilich (1995)
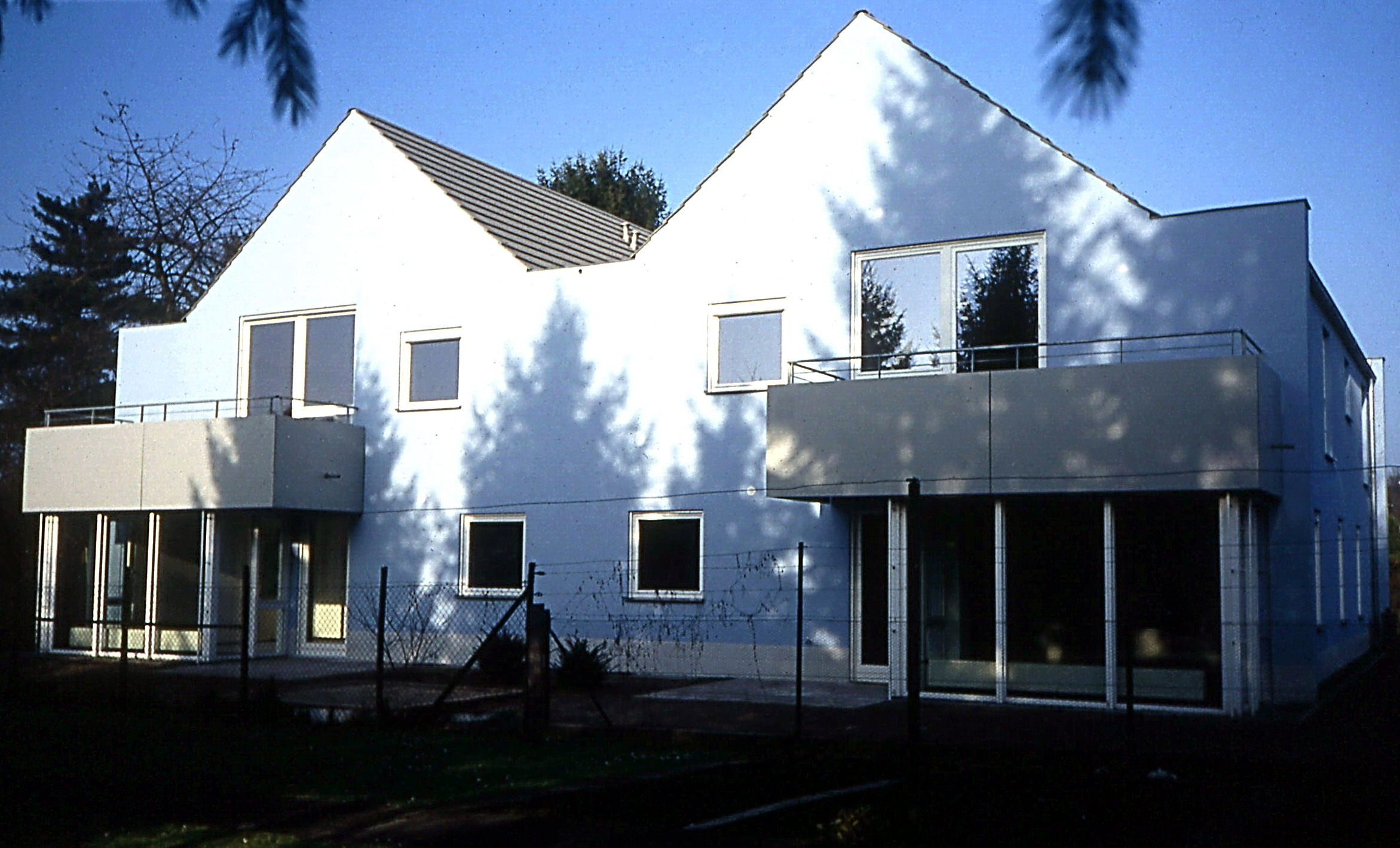
Behindertengerechtes Wohnen, Bonn Tannenbusch (1996)
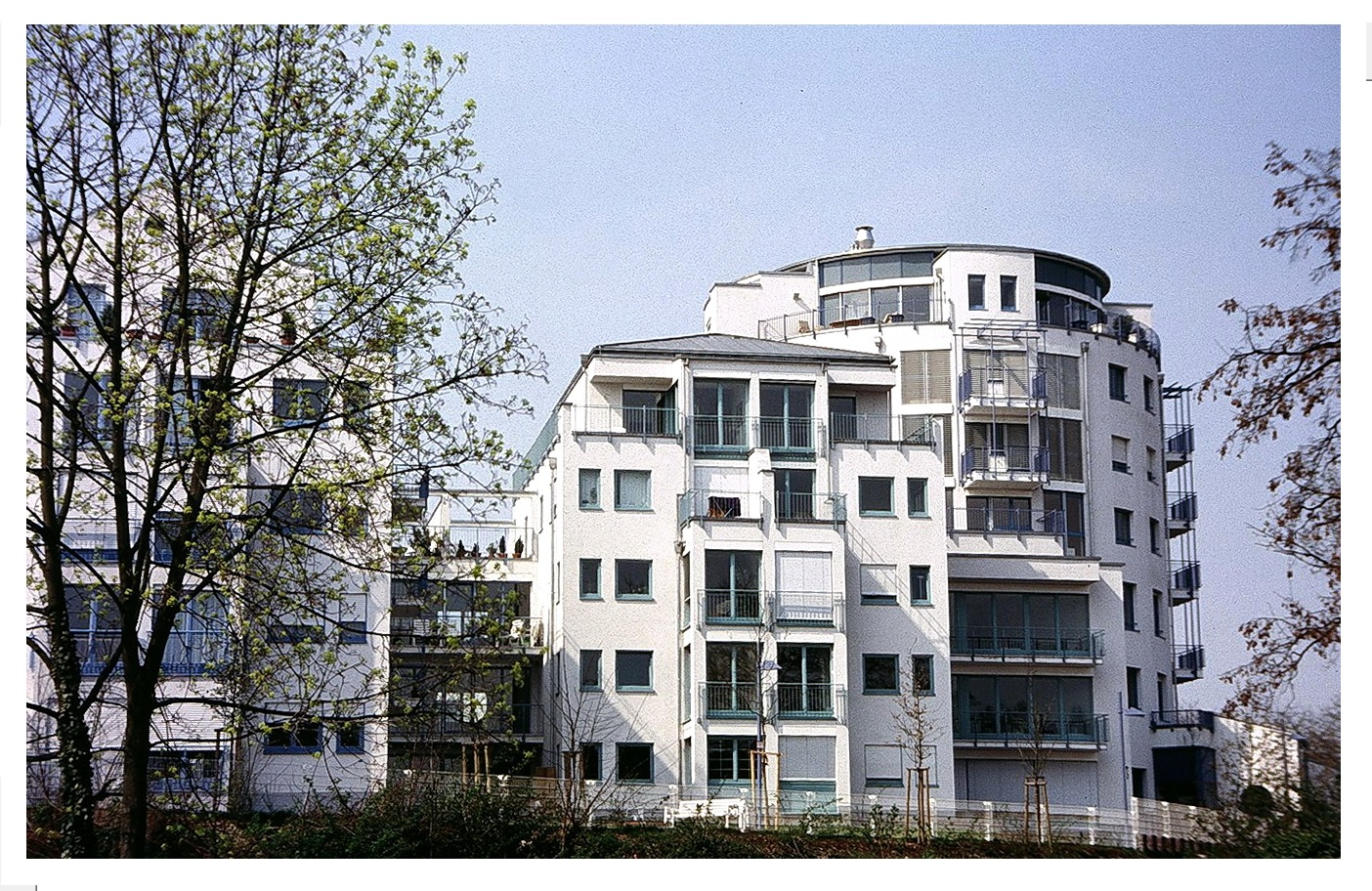
„Storchenpark“ - Quartier, Wohn- und Geschäftshäuser, Speyer (1997)
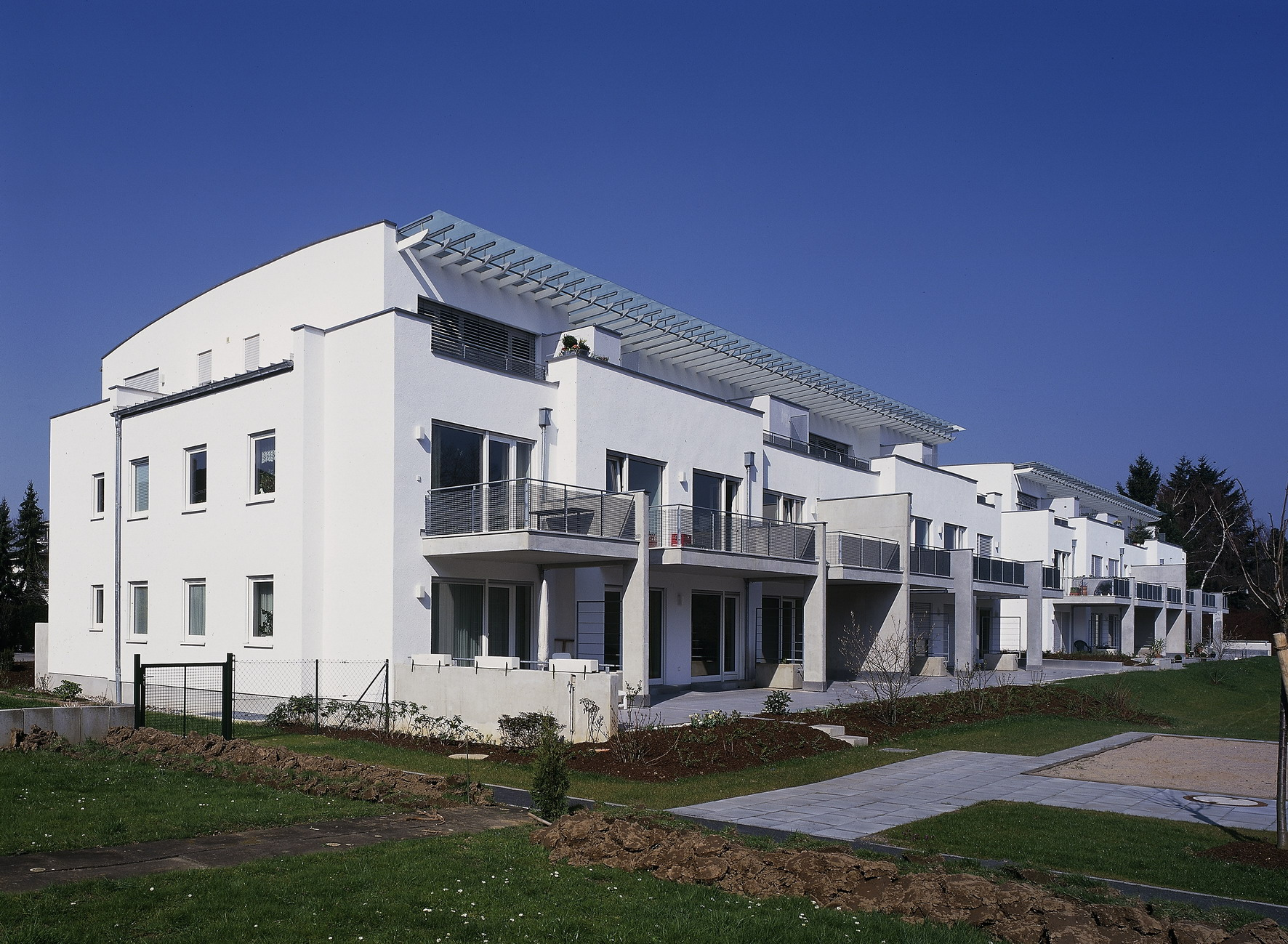
Wohnanlage „Am Zinnbruch“ Gartenseite, Bonn-Dottendorf (1999)
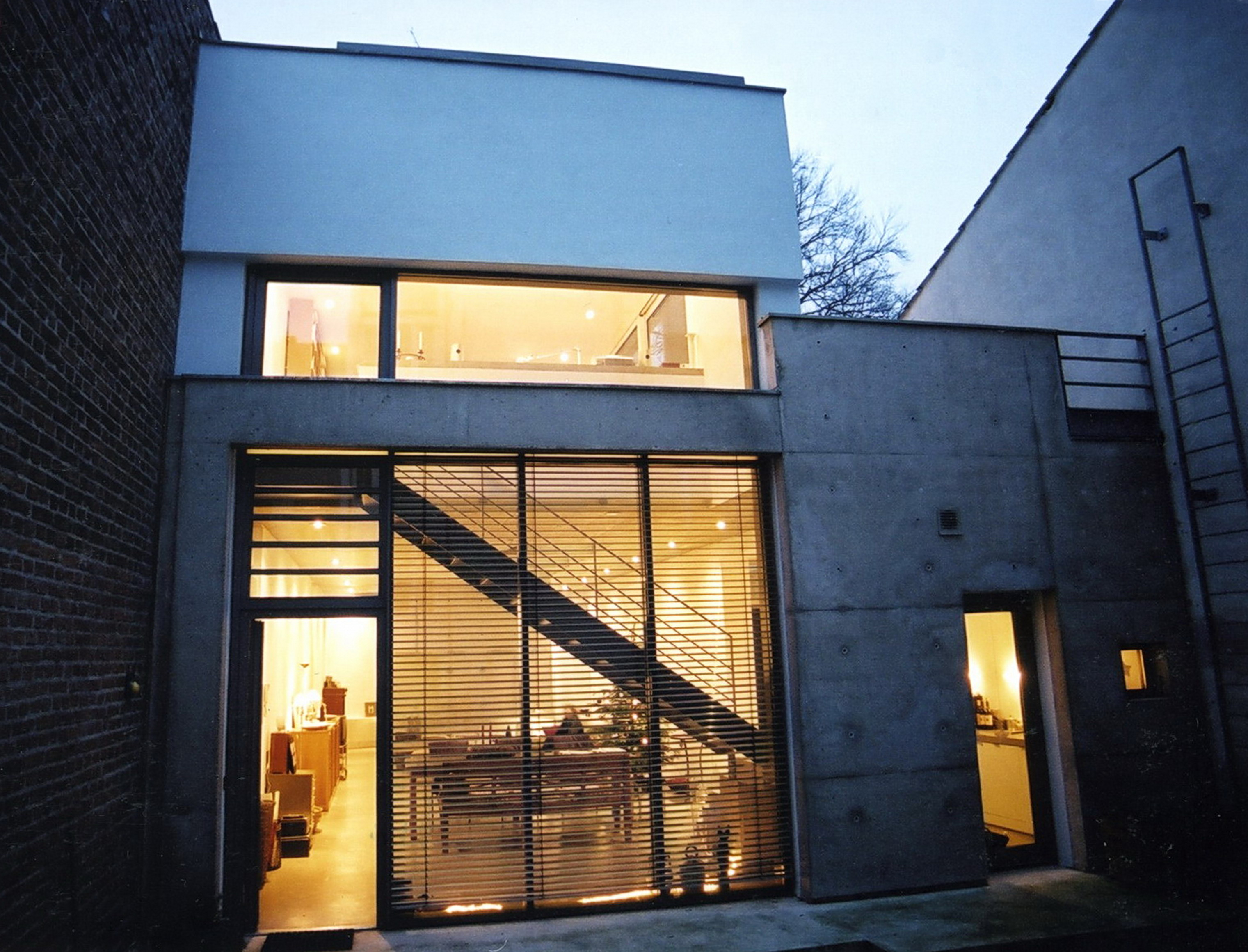
Künstleratelier im Hinterhof, Bonn-Südstadt (2001)
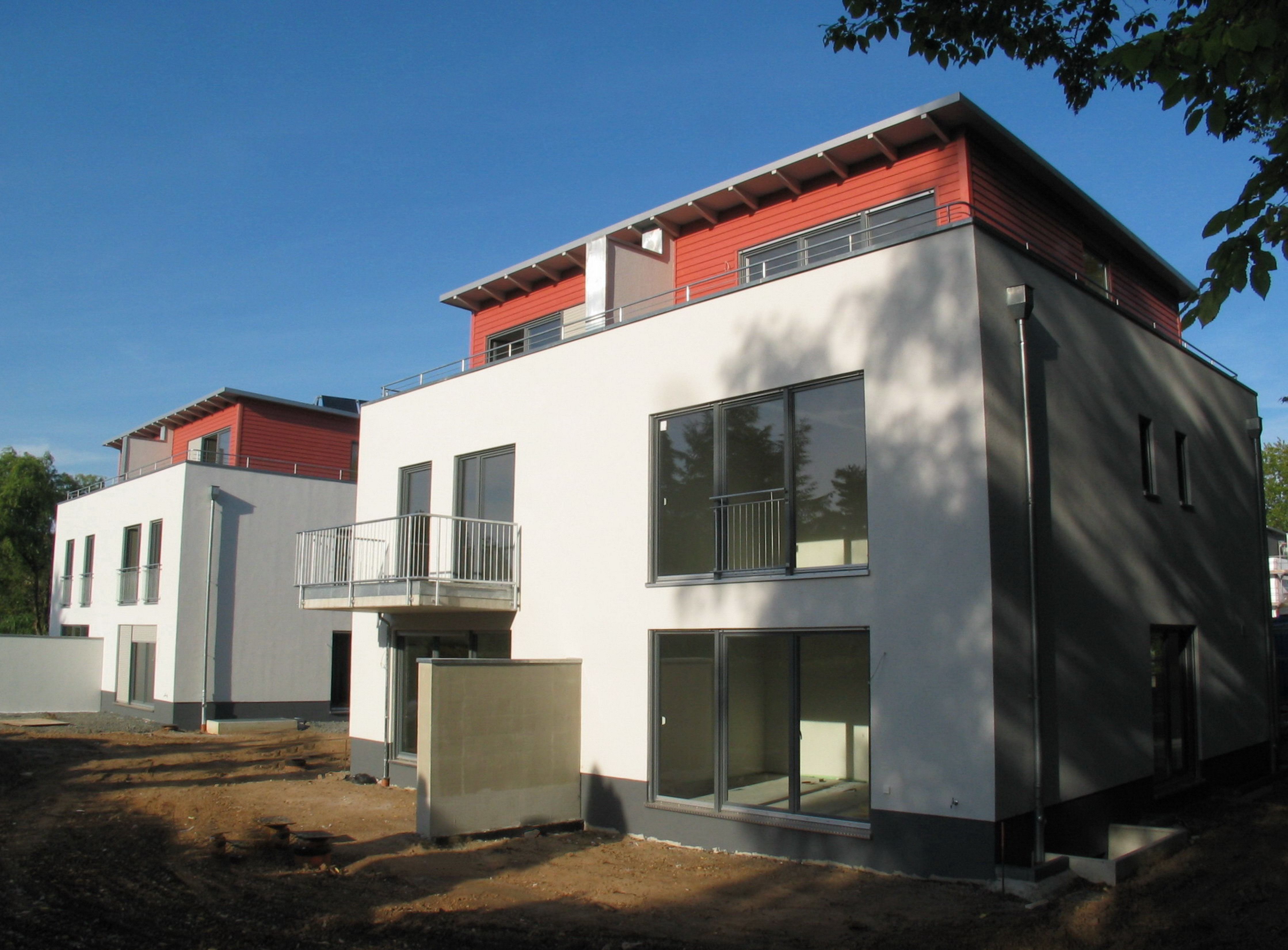
Wohnanlage am Friedhof in Bonn-Friesdorf (2006)
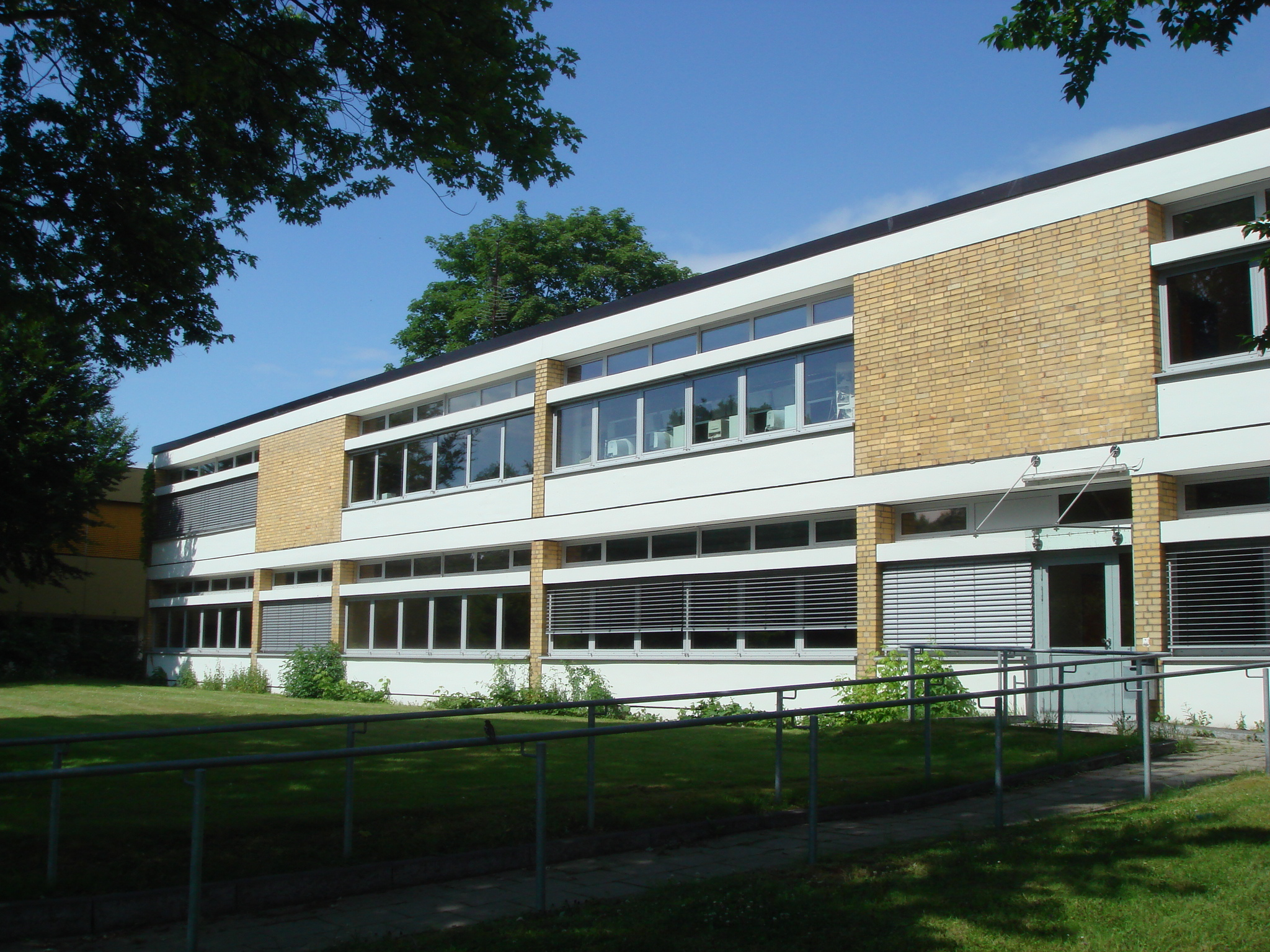
Heinrich-Hertz-Europakolleg, FB für Informationstechnik und Forum, Bonn-Graurheindorf (2008)

### Bauten (Auswahl)
- 1984–1985: Bonn-Auerberg, Kölnstraße 468, basilikale Verkaufshalle („Blumenhaus“), am Nordfriedhof mit H.W. Roy[30][31]
- 1985: Stahlgitterkonstruktion über den Eingangsarkaden des Deutschen Architekturmuseums für die Ausstellung „Bauen Heute“[32][33]
- 1988: „Ost-West-Monument“, kinetische Großskulptur zwischen der Kongresshalle und dem Reichstagsgebäude. Ausstellung: „Berlin – Denkmal oder Denkmodell“ des Architekturforums Aedes[34][35][36]
- 1992–1993: Wohn- und Geschäftshaus in der Bonner Innenstadt, Sanierung und Umbau[37]
- 1993–1994: Einfamilienhaus B in Niederkassel-Rheidt
- 1993–1995: Erweiterungsbau der Adelheidis-Schule in Bonn-Vilich[38][39]
- 1995–1996: Wohn- und Geschäftshäuser „Storchenpark“ in Speyer (Entwurf, Vorhaben- und Erschließungsplan 1993–1994)[40]
- 1995–1996: Behindertengerechtes Wohnen in Bonn-Alt-Tannenbusch[41]
- 1997–1999: Wohnanlage „Am Zinnbruch“ in Bonn-Dottendorf[42]
- 2000–2001: Künstleratelier in der Bonner Südstadt[43]
- 2003: Denkmalgerechte Sanierung der Evangelischen Kirche in Linz am Rhein[44]
- 2003: Bonn-Lannesdorf, Ellesdorfer Straße 52, Evangelische Frauenhilfe im Rheinland, Sanierung, Um- und Anbau für Verwaltung, Tagungen und Altenheim[45]
- 2004–2005: Gemeindezentrum der Ev. Kirche in Euskirchen[46]
- 2005–2006: Doppelhaus-Wohnanlage in Bonn-Friesdorf (Entwurf, Vorhaben- und Erschließungsplan 2001–2003)[47][48]
- 2005–2006 Sanierung der Aula und der Physiksäle des Konrad-Adenauer-Gymnasiums in Bonn-Bad Godesberg wg. Asbest-[49] und PCB-Vorkommen[50]

- 2005–2006: Fachzentrum für Informationstechnik des Heinrich-Hertz-Europakollegs in Bonn-Graurheindorf[51]

### Werke in Museen

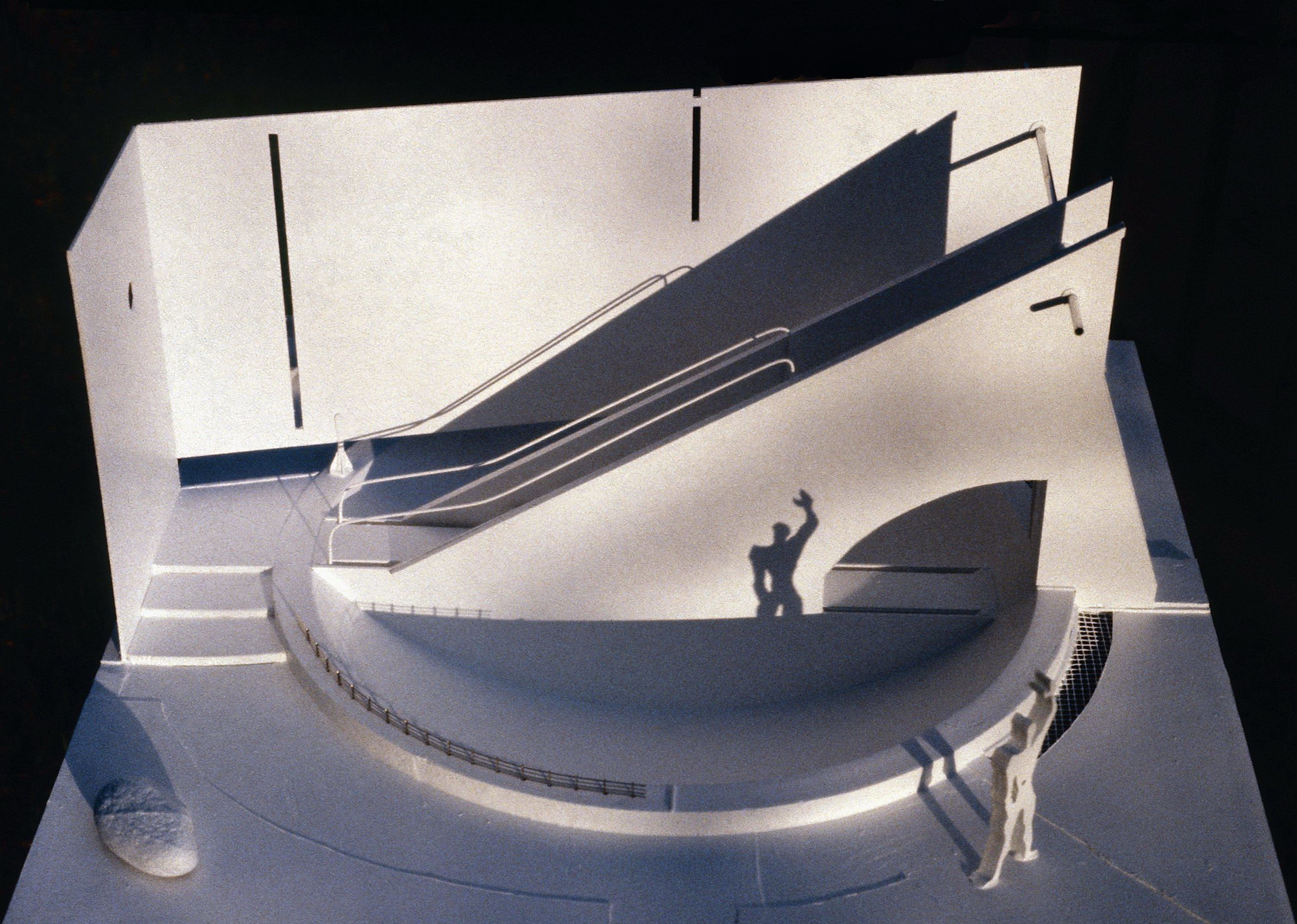
Kunst-am-Bau-Wettbewerb Max-Planck-Institut für Radioastronomie, Bonn (1983)

In der Sammlung des Architekturmuseums Frankfurt befinden sich Zeichnungen und Modelle von diversen Projekten des Architekten
In der Berlinischen Galerie wird ein Skizzen- und Zeichnungskonvolut zur „Stadt in der Stadt“ (1. Cornell Summer School 1977) und zur Masterthesis „Urban Design Strategies for Berlin with a Case Study on Südliche Friedrichstadt“ (Cornell Januar 1979) aufbewahrt.
Das Ungers Archiv für Architekturwissenschaften (UAA Köln) ist im Besitz der Master-Thesis von Riemann und von seinen Original-Rasterzeichnungen und Stadtanalogien zur „Stadt in der Stadt“.

## Ausstellungsbeteiligungen (Auswahl)

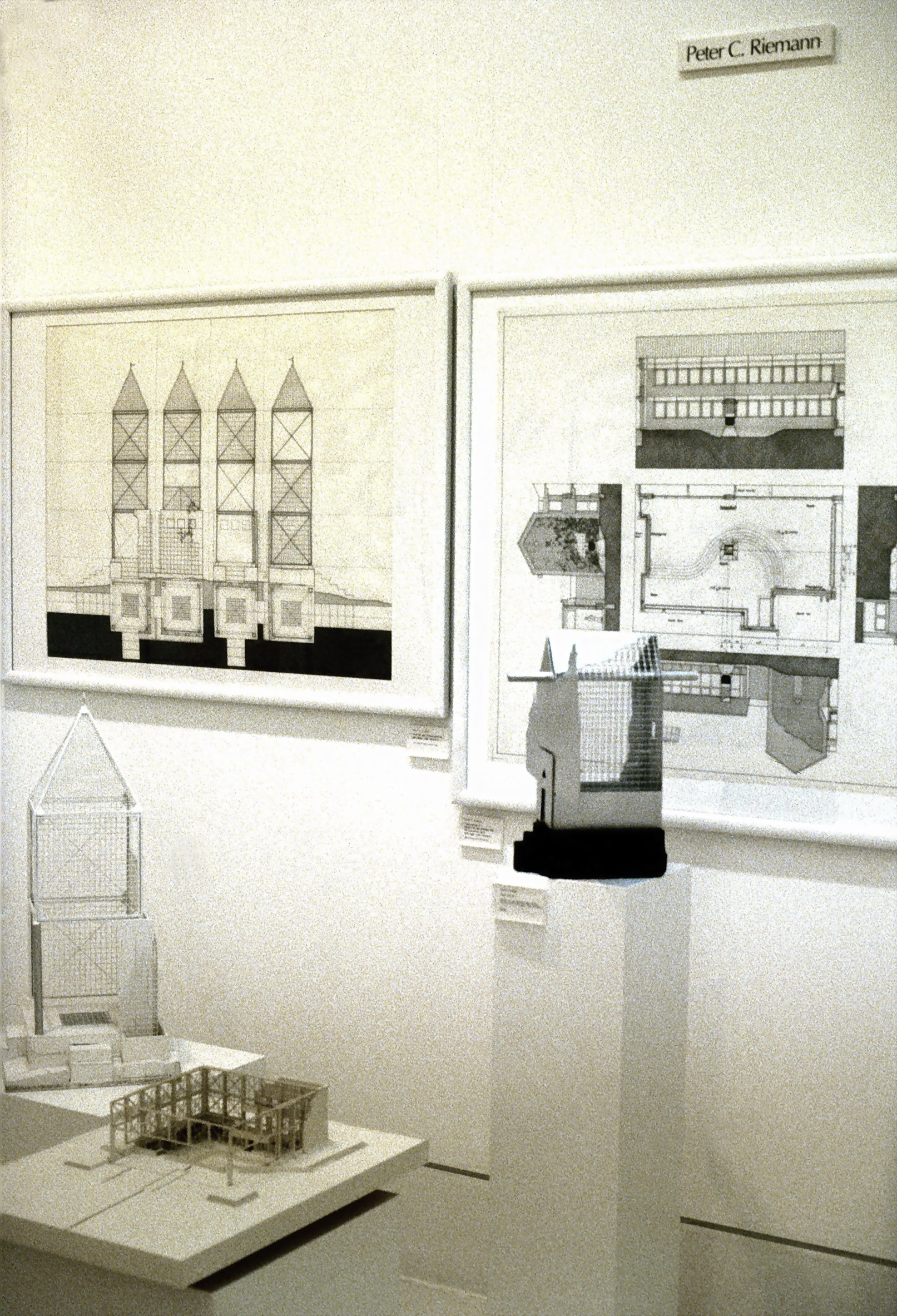
"Bauen Heute" im DAM (1985), Kunst am Bau: "Tower" und "Cage-House" (Göttingen), "Pool-Plaza" (Breitscheidplatz)

- 1981: Villa Massimo - Bewerbungen, Kunsthaus und Kunstverein in Hamburg
- 1982: Over the Blue Ridge, Taubman Museum of Art, Roanoke (Virginia) - National Endowment of Fine Arts
- 1984: Peter Riemann – Projekte 1972–83, Deutscher Werkbund Düsseldorf
- 1984: Villa Massimo – 1983–1984, Deutsche Akademie Villa Massimo, Rom
- 1984: Idee, Prozess, Ergebnis – Die Reparatur und Rekonstruktion der Stadt, SenSBW Berlin, Internationale Bauausstellung 1987
- 1985: Stipendiaten der Villa Massimo – 1983/84, Kasseler Kunstverein
- 1985: Bauen heute – Architektur der Gegenwart in der Bundesrepublik Deutschland, Deutsches Architekturmuseum
- 1985: La Riscostruzione della Citta, Triennale di Milano XVII, Entwürfe für die „Südliche Friedrichstadt Berlin“ im Palazzo dell`Arte[54]
- 1988: Die Architektur der Synagoge Deutsches Architekturmuseum
- 1988: Berlin – Denkmal oder Denkmodell? – Architektonische Entwürfe für den Aufbruch in das 21. Jahrhundert, Galerie Aedes, Staatliche Kunsthalle Berlin, Kunsthalle Wien, Pavillon de l’Arsenal, Paris und Culture and Arts Complex „Artarea“ in Kiew
- 1990: Ideen, Orte, Entwürfe - 40 Jahre Architektur in der BRD, Ausstellung BMBau und BDA im DAM Frankfurt
- 2006: Shrinking Cities, Wanderausstellung der Kulturstiftung des Bundes, Deutschland/Italien/USA/Japan[55]
- 2006 und 2007: Lernen von OMU, TU Berlin, TU Dortmund, TU Eindhoven und DAM Frankfurt[56]
- 2021: Anything Goes? – Berliner Architekturen der 1980er Jahre, Berlinische Galerie[57][58]

## Publikationen (Auswahl)

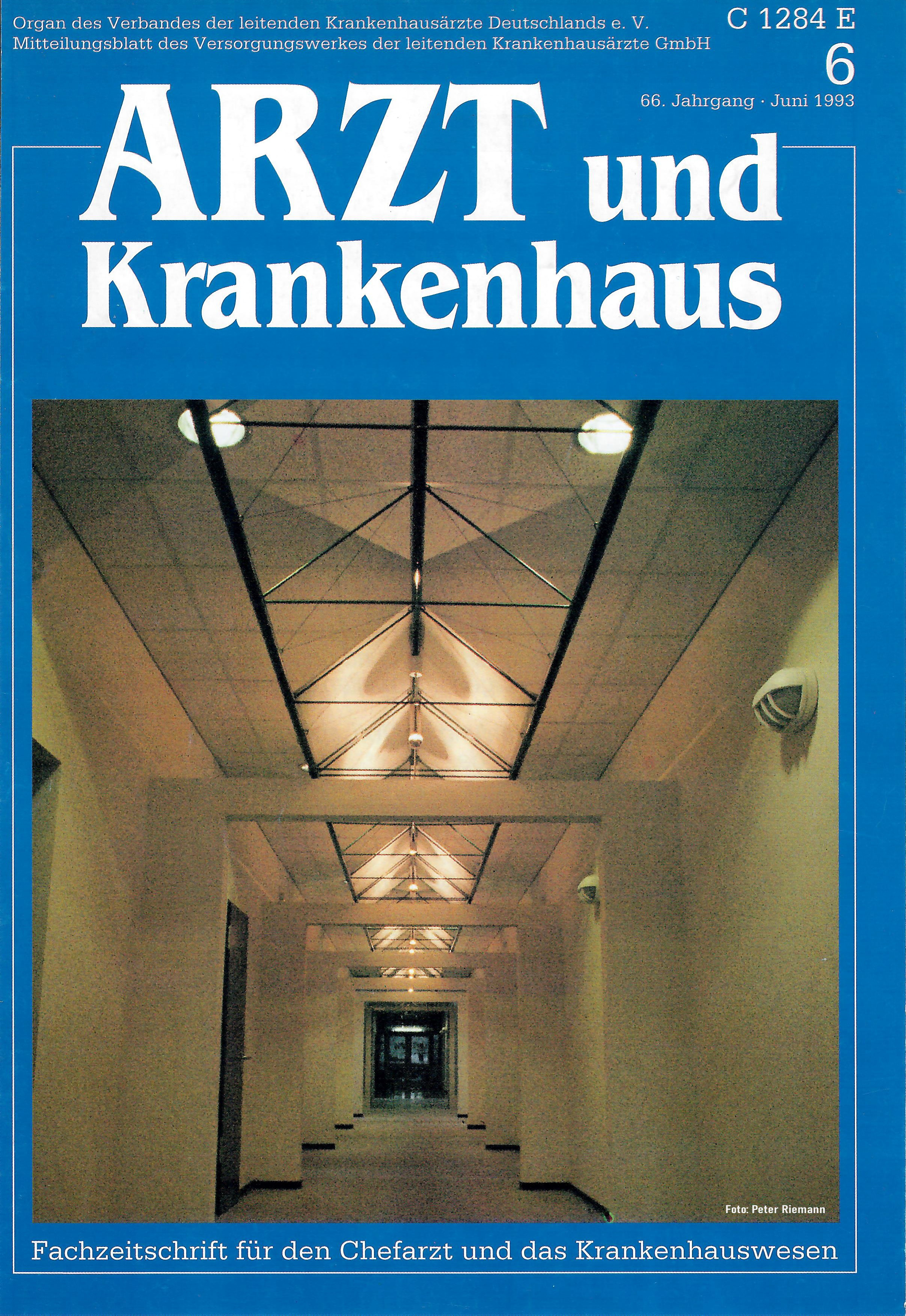
Abteilung für Psychiatrie und Psychotherapie, Universitätsklinik Göttingen, Umgestaltung (1985)

- Architektur und Kunst. In: „Baukultur“ des DAI, Heft 1, 1982, S. 18–19.
- Typus im Niemandsland – Die Geschichte des West Baden Springs-Hotel in Indiana. In: Bauwelt. Heft 15, April 1983, S. 582–586.
- Der neue Klassiszismus – Architektur mit Bildungsauftrag In: ad 12, „Das Menschenbild in der Architektur“, Hrsg. Wolfgang Meisenheimer/FH Düsseldorf, Heft 12, 1985, S. 54–58.
- Der Typus als Grundgestalt – eine Basilika, die keine ist. In: Jahrbuch für Architektur 1987/1988. Hrsg. Deutsches Architekturmuseum Frankfurt am Main/Heinrich Klotz, 1987, ISBN 3-528-08727-7, S. 142–147.
- Casa Tragica, Città Comica – zur Deutung von Ungers städtebaulichen Leitbildern und Entwurfsmethoden. In: der architekt. BDA Bonn, Heft 12, 1987, S. 586–590.
- Der Boden und seine Gestaltung in der Postmodernen Architektur. In: „Jahrbuch für Interior Design“ 1987, Hrsg. Ingeborg Flagge/Messe Frankfurt am Main, S. 41–48.
- Der Bautyp als analoges Entwurfsmodell. In: Baumeister, Heft 10, 1988, S. 54–58.
- Vom autonomen Rest. In: der architekt. BDA Bonn, Heft 3, 1990, S. 131–132.
- OMU and the Magritte Man. In: Erika Mühlthaler (Hrsg.): Lernen von O.M.Ungers. Ausstellungskatalog TU Berlin, 2006, ISBN 3-931435-11-3, S. 176–177.
- Die Stadt in der Stadt – Berlin, das grüne Stadtarchipel. Zeichnungskonvolut aus der 1. Cornell Summer Academy, Berlin 1977 mit Erläuterungen des Entwurfsverfassers Peter Riemann, In: Arch+. Heft 181/182, Dezember 2006, ISBN 3-931435-11-3, S. 176–182.
- Im Zweifel Volksentscheid - Basisdemokratische Elemente im Bonner Kulturkarneval. In: „Politik und Kultur“, der architekt BDA Bonn, Heft 3, 2010, ISSN 0003-875X S. 40–45.[59]
- Eine Symbiotische Operation, Peter Riemann im Gespräch mit Florian Hertweck und Sébastian Marot. In: Florian Hertweck, Sébastian Marot (Hrsg.): Die Stadt in der Stadt – Berlin ein grünes Archipel. Ein Manifest. Lars Müller Publishers, Zürich und UAA Ungers Archiv für Architekturwissenschaft, Köln 2013, ISBN 978-3-03778-325-2, S. 162–171.